# Bellezas circasianas

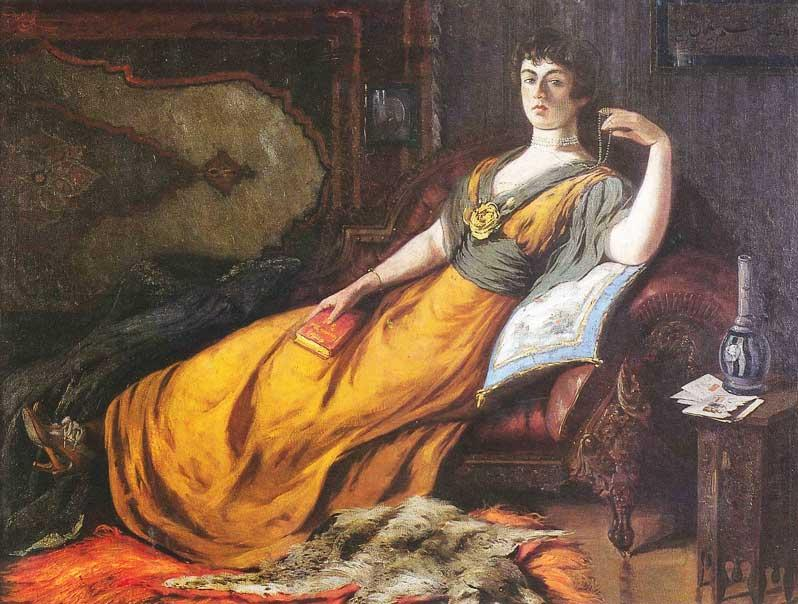
Pintura de 1898 retratando a Sehsuvar, la esposa circasiana del último sultán otomano Abdülmecit II.

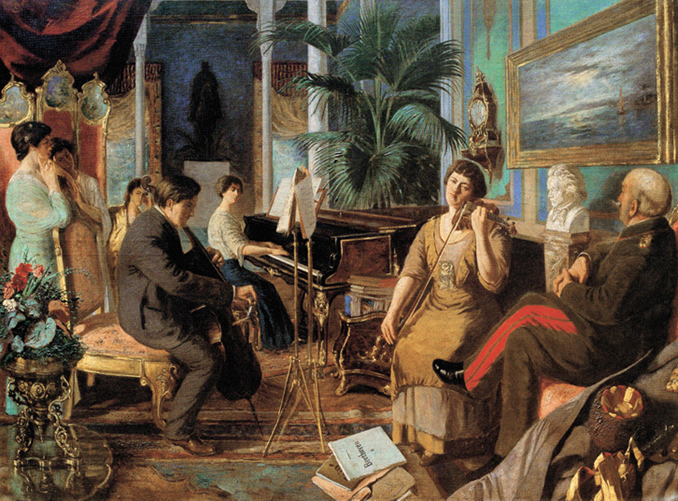
Pintura de 1915 de Sehsuvar tocando el violín, su hija Hatice el piano y su hijo Ömer el violonchelo en un palacio otomano de verano. Tras una histórica visita pionera de la emperatriz hispano-francesa Eugenia de Montijo, desde 1870 la corte, nobleza y alta sociedad otomanas adoptaron costumbres y la moda occidentales.

El término bellezas circasianas (circasiano: Адыгэ пшъашъэ, Adığe pş'aş'e) es un antiguo estereotipo en referencia a una imagen idealizada de las mujeres del pueblo circasiano del Cáucaso septentrional. Una historia literaria bastante extensa sugiere que se pensaba que las mujeres circasianas eran inusualmente hermosas, enérgicas y elegantes y, como tales, deseables como concubinas.
Esta reputación se remonta a la Baja Edad Media, cuando la costa circasiana empezó a ser frecuentada por comerciantes de Génova, y luego cuando el fundador de la dinastía Medici, Cosme de Medici, tuvo un hijo ilegítimo de una esclava circasiana. Después durante las dinastías del Imperio Otomano y persas Safávida y Qajar, las mujeres circasianas que vivían como esclavas en el Harén imperial del Sultán y los harenes del Shah comenzaron a construir su reputación como extremadamente hermosas y gentiles, que luego se convirtió en un tropo común en el orientalismo occidental.
Como resultado de esta reputación, en Europa y América las circasianas a menudo fueron vistas como ideales de belleza femenina en poesía y arte. Numerosos productos cosméticos se publicitaron, a partir del siglo XVIII, utilizando la palabra "circasiano" en el título, o afirmando que el producto se basaba en sustancias utilizadas por las mujeres de Circasia.
En consecuencia, la mayoría de las esposas y concubinas de varios sultanes otomanos fueron circasianas convertidas al Islam, por ejemplo sultanas valide (sultana madre), incluyendo Perestü Vâlide Sultan, Şevkefza Vâlide Sultan, Tirimüjgan Vâlide Sultan, Nükhetseza Baş hanımefendi otras importantes Hatuns (Damas) y Sultanas tales como Şemsiruhsar Hatun y Saçbağlı Sultan, Haseki sultanas (consortes principales ) como Hümaşah Haseki Sultan, Hatice Muazzez Haseki Sultan, y Ayşe Hanım Sultan (consorte de Osmán II) además de numerosas Baş kadınefendis (consortes muy mayores), incluidas Bedrifelek I, Bidar II, Kamures I, y Servetseza I así como Kadınefendis (consortes mayores) como Bezmara VI, Düzdidil III, Hayranıdil II, Meyliservet IV, Mihrengiz II, Neşerek III, Nurefsun II, Reftaridil II, Şayan III, entre muchas otras, o İkbals (consortes honradas), siendo las más notables Cevherriz II, Ceylanyar II, Dilfirib I, Nalanıdil III, y Nergis IV además de las Gözdes (concubinas favoritas), incluidas Dürdane I, Hüsnicenan III, Safderun IV, entre otras. La "edad de oro" de la belleza circasiana puede considerarse entre la década de 1770, cuando el Imperio ruso se apoderó del Kanato de Crimea y cortó su comercio de esclavos, lo que aumentó la demanda de mujeres circasianas en los harenes del Cercano Oriente; y la década de 1860, cuando los rusos masacraron a miles de circasianos y conquistaron Circasia.
Hacia 1860 el empresario del espectáculo P. T. Barnum exhibió mujeres que, según él, eran bellezas circasianas. Llevaban un distintivo estilo rizado, de pelo muy voluminoso, que no tenía precedentes en representaciones anteriores de circasianos, pero que pronto fue copiado por otras artistas femeninas en los Estados Unidos, que se hicieron conocidas como "chicas de pelo musgo". Este peinado era una especie de marca registrada de la exhibición y se lograba lavando el cabello de las mujeres con cerveza, secándolo y luego enrollándolo. No está claro por qué Barnum eligió este peinado a lo afro. Puede haber sido una referencia al sombrero de piel circasiano, en lugar de al cabello.
También hubo varias piezas de música clásica turca y poemas que elogian la belleza del grupo étnico circasiano como "Lepiska Saçlı Çerkes" (liso, circasiano de pelo rubio de lino; "lepiska" hace referencia al cabello largo y rubio muy liso, como si estuviera planchado). Como grupo extranjero, siempre fueron elogiados en Turquía por los etiquetaron como con características distintivas y puras de Europa.

## Alusiones en la literatura

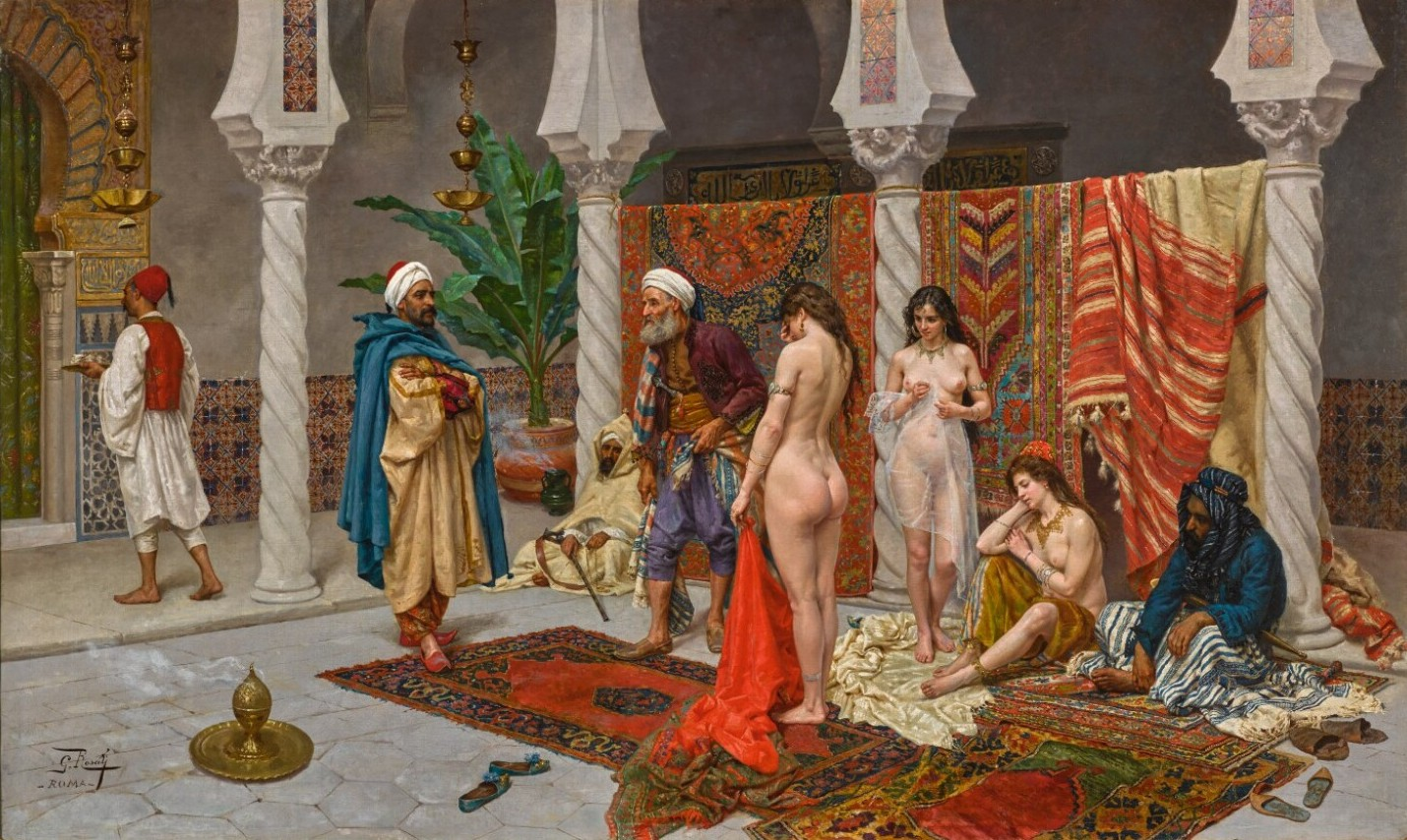
Inspección de las recién llegadas, pintura de Giulio Rosati (1858–1917).

La leyenda de las mujeres circasianas en el mundo occidental se realzó en 1734, cuando, en sus Cartas inglesas, Voltaire alude a la belleza de las mujeres circasianas:

Los circasianos son pobres y sus hijas son hermosas, y de hecho es con ellas con quienes comercian principalmente. Adornan con esas bellezas el serrallo del sultán turco, de la persa Sofía y de todos aquellos que son lo suficientemente ricos como para comprar y mantener tan preciada mercancía. Estas doncellas son instruidas muy honorable y virtuosamente sobre cómo acariciar y complacer a los hombres; se les enseñan danzas de un tipo muy cortés y femenino; y cómo realzar con los más voluptuosos artificios los placeres de sus desdeñosos amos para quienes están destinadas.
Carta XI, Sobre la inoculación. 

Su belleza es mencionada también en la novela Tom Jones (1749) de Henry Fielding, aquí Fielding indica que, "Cuán despreciable parecería a mis ojos la más brillante belleza circasiana, vestida con todas las joyas de las Indias!".
Afirmaciones eróticas similares sobre mujeres circasianas aparecen en la obra Don Juan (1818–1824) de Lord Byron, en la cual se relata la historia de la puja por una esclava:

Algunos salieron con cariño; mil quinientos dólares

por una circasiana, una dulce niña, se les dio,
virgen garantizada. Los colores más brillantes de la belleza
la habían engalanado con todos los tonos del cielo.
Su venta envió a casa a algunos charlatanes decepcionados,
que siguió adelante hasta que los centenares llegaron a los once,
Pero cuando la oferta fue más allá, supieron

fue para el sultán, y se retiró de inmediato.
Don Juan, canto IV, verso 114 

La leyenda de las mujeres circasianas también fue repetida por el teórico legal Gustav Hugo, quien escribió que "Incluso la belleza es más probable que se encuentre en una esclava circasiana que en una mendiga", refiriéndose al hecho de que incluso una esclava tiene algo de seguridad y protección, pero una mendiga "libre" no tiene ninguna. El comentario de Hugo fue posteriormente condenado por Karl Marx en "El Manifiesto Filosófico de la Escuela Histórica de Derecho" (1842) con el argumento de que excusaba la esclavitud. Mark Twain informa en Los inocentes en el extranjero (1869) que "las niñas circasianas y georgianas todavía son vendidas en Constantinopla por sus padres, pero no en forma  pública."
El autor de libros de viajes y diplomático estadounidense Bayard Taylor en 1862 afirmó que, "En lo que respecta a la belleza femenina, las mujeres circasianas no tienen parangón. Han conservado en su hogar de montaña la pureza de los modelos griegos y aún muestran la belleza física perfecta, cuyo tipo se manifiesta  en la Venus de Medici."

## Características circasianas

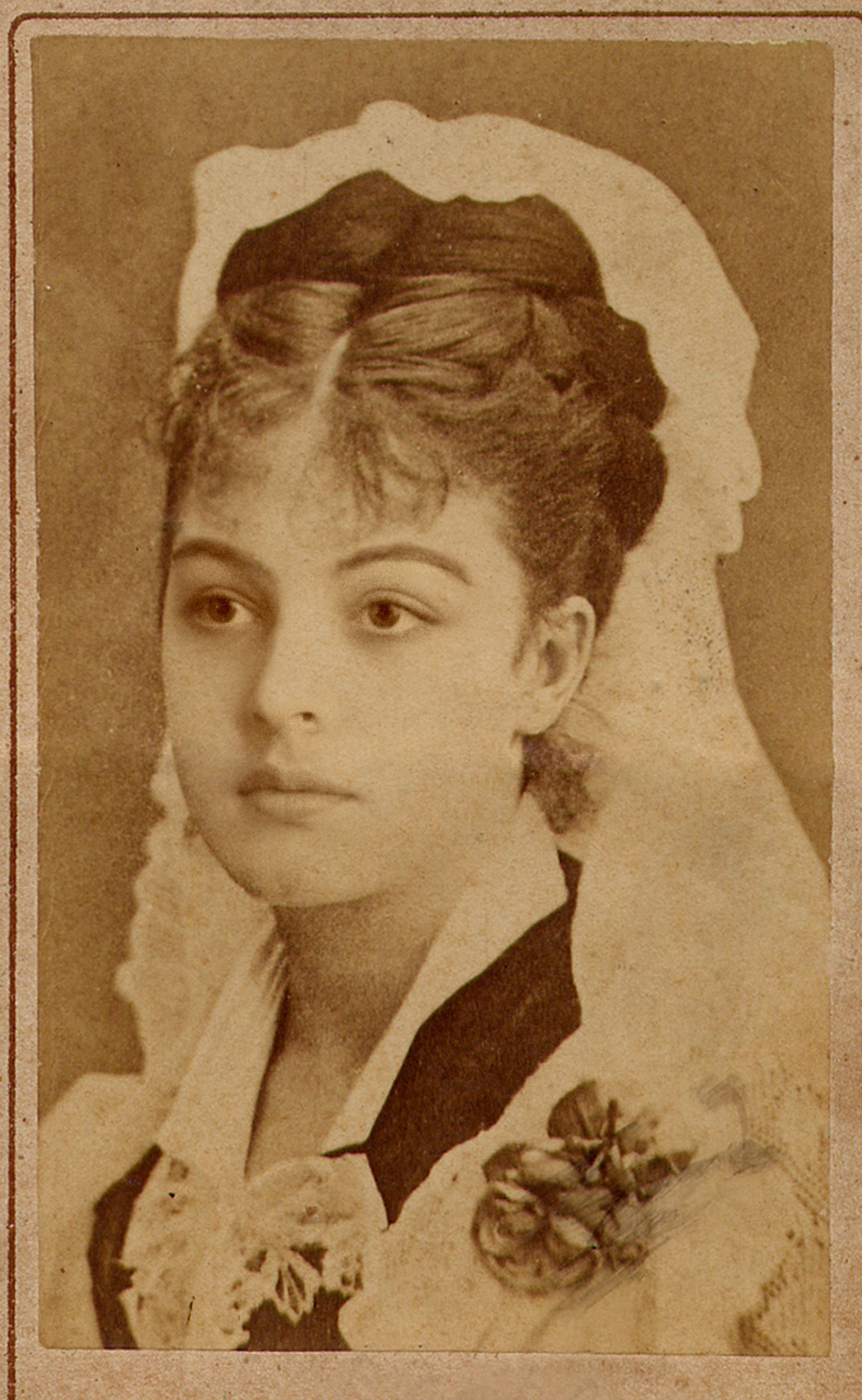
Mujer circasiana, sin fecha. Probable fotografía de Nazikeda kadin, esposa deL sultán otomano Abdul Hamid II.

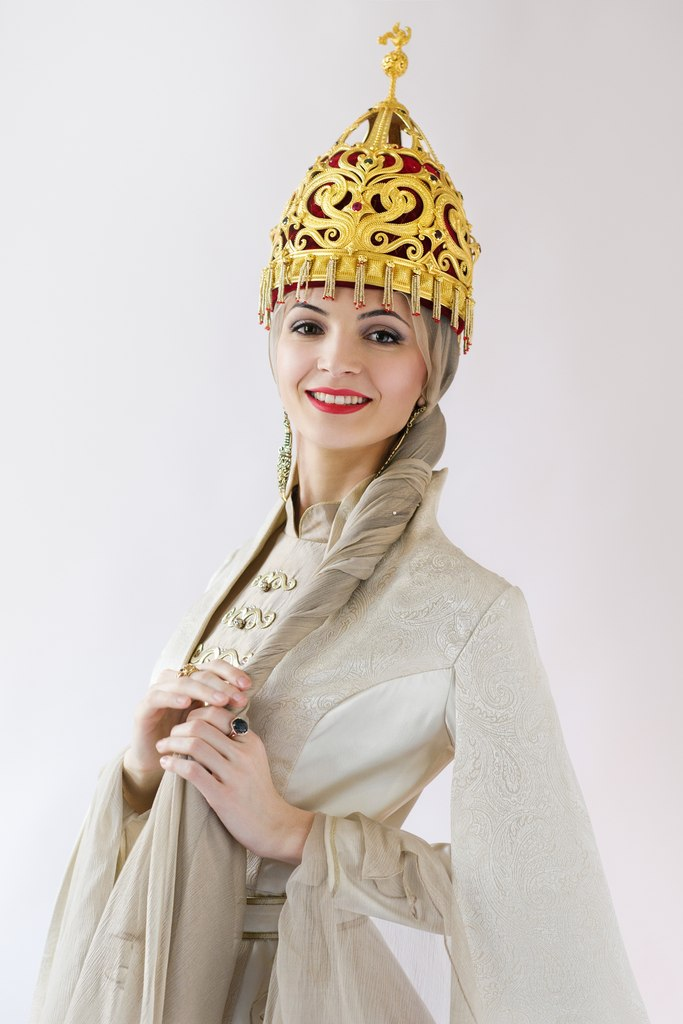
Bella Kukan, "Miss Circasia", 2013.

Un literato antropólogo sugirió que las circasianas se caracterizaban por lo que se llamaba "pálido rosado" o "piel blanca translúcida". Si bien la mayoría de las tribus circasianas eran famosas por la abundancia de cabello rubio claro u oscuro y rojo combinado con ojos azul grisáceos o verdes, muchas también tenían la combinación de cabello muy oscuro con tez muy clara, una característica típica de los pueblos del Cáucaso. Muchas de las mujeres circasianas en el harén otomano fueron descritas con "ojos verdes y cabello largo y rubio oscuro, piel pálida de color blanco translúcido, cintura de avispa, estructura corporal delgada y manos y pies muy atractivos". El hecho de que las mujeres circasianas fueran tradicionalmente alentadas a usar corsés para mantener su postura recta podría haber dado forma a su cintura de avispa como resultado. A finales del siglo XVIII, los modistos de Europa occidental afirmaron que "el corsé circasiano es el único que muestra, sin falta de delicadeza, la forma del pecho con la mayor ventaja posible; da un ancho al pecho que es igualmente propicio para salud y apariencia elegante".
También se indicaba que los circasianos preferían un físico ágil y erguido, y muchas aldeas tenían un gran número de ancianos sanos, muchos de ellos de más de cien años.
Maturin Murray Ballou describió a las circasianas como "de raza blanca y de mejillas sonrosadas", y "con una forma de belleza deslumbrante, ojos grandes y brillantes, y todas los elementos necesarios para constituir una Venus".
En palabras de Henry Lindlahr a principios del siglo XX, "los regimientos caucásicos de ojos azules hoy forman la flor y nata del ejército del sultán. Las bellezas circasianas son admiradas por su abundante y exuberante cabello rubio y sus ojos azules".
En su libro "Un año entre los circasianos", John Augustus Longworth describe a una joven circasiana de rasgos típicos de la siguiente manera: "Tenía rasgos regulares y bonitos, ojos azules y tez clara; su cabello era de un color castaño claro y modelado en una profusión de trenzas que caían sobre sus hombros, con un sombrero de tela escarlata, adornado y cruzado con un ancho encaje plateado, no muy diferente del gorro albanés. Era alta, aunque con una ligera forma; y se mantuvo, como todos los circasianos, hombres o mujeres, muy erguida."
También se desprende de las memorias de la princesa Emily Ruete, mitad circasiana y mitad omaní ella misma, que las mujeres circasianas, que fueron vendidas en Constantinopla y llevadas a África para el harén del zanzíbari Said bin Sultan, sultán de Mascate y Omán, fueron envidiadas por sus rivales que consideraban a las circasianas de la "odiosa raza de los gatos de ojos azules":

En Bet il Sahel había mucho más lujo y estilo que en Bet il Mtoni. Las bellas y agraciadas mujeres circasianas eran mucho más numerosas que en Bet il Mtoni, donde mi madre y su amiga Medine eran los únicos miembros de esta raza. Aquí la mayoría de las mujeres eran circasianas, que sin duda alguna son mucho más distinguidas en apariencia. ... Esta superioridad natural fue motivo de mucha mala voluntad y envidia. Una mujer circasiana, favorecida con una apariencia aristocrática, fue evitada e incluso odiada por las mujeres africanas de color chocolate sin culpa suya, sino simplemente porque se veía majestuosa. En estas circunstancias era inevitable que de vez en cuando estallara una especie de "racismo" ridículo entre mis hermanos y hermanas.... A nosotras, las hijas de las mujeres circasianas, nuestras hermanas que tenían sangre africana en las venas solían llamarnos "gatas" porque algunas de nosotras tuvimos la desgracia de tener ojos azules. De manera burlona nos llamaban "Alteza", una prueba de lo molestas que estaban por haber nacido con la piel más clara. A mi padre, por supuesto, nunca se le perdonó el hecho de que había elegido a sus hijos favoritos Sharîfe y Chole, ambos de madres circasianas, Sharîfe incluso tenía los ojos azules, de la odiosa raza de los "gatos".

Respecto a una de sus medio hermanas que también era de madre circasiana, la princesa Ruete de Zanzíbar menciona que "La hija de una circasiana era una belleza deslumbrante con la tez de una rubia alemana. Además, poseía una intelecto agudo, que la convirtió en una fiel consejera de mi padre."
Las características de las mujeres circasianas y del noroeste de Georgia fueron delineadas con gran detalle en 1839 por la escritora Emma Reeve quien, como afirmó Joan DelPlato, diferenciaba "entre 'las circasianas rubias' que son 'indolentes y agraciadas, sus voces bajas y dulces' y lo que denomina los georgianos de piel ligeramente más oscura que son 'más animados' y tienen más 'inteligencia y vivacidad que sus delicados rivales".
Descripciones similares de las mujeres circasianas aparecen en el diario de viajes de Florence Nightingale donde Nightingale llamó a los circasianos "las criaturas más elegantes y de aspecto más sensual que jamás haya visto".
Según la feminista Harriet Martineau, los circasianos eran la única virtud salvadora del harén egipcio donde estas madres circasianas producían los mejores hijos y si hubieran sido excluidas del harén, la clase alta en Egipto hubiera estado condenada.
En partes de Europa y América del Norte donde el cabello rubio era más común, la combinación de piel extremadamente blanca con cabello muy oscuro también presente entre algunos circasianos fue exaltada, incluso en Rusia, que estaba en guerra con los circasianos; Semyon Bronevskii exaltó a las mujeres circasianas por tener piel clara, cabello castaño oscuro, ojos oscuros y "los rasgos del rostro del griego antiguo". En los Estados Unidos, las jóvenes disfrazadas de "circasianas" exhibidas por P. T. Barnum eran en realidad chicas católicas irlandesas del Lower Manhattan.

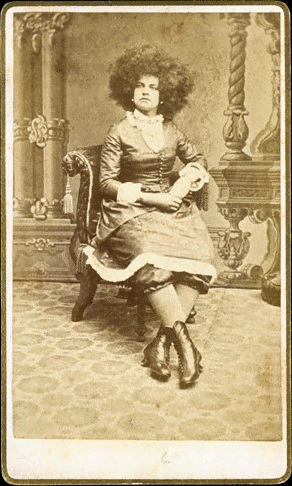
Una joven "circasiana" de Barnum, 1870.

Los hombres circasianos también fueron exaltados por su belleza, virilidad y valentía en Europa Occidental, de una manera que el historiador del Cáucaso Charles King llega a describir como "homoerótica". En Escocia, en 1862, los jefes circasianos llegaron para defender su causa contra Rusia y para persuadir a Gran Bretaña de que detuviera las acciones del ejército ruso en ese momento, y tras la llegada de dos líderes circasianos, Hadji Hayder Hassan y Kustan Ogli Ismael, el Dundee Advertiser informó que "los jefes son dos hombres de aspecto extraordinario. Su porte imponente, su vestimenta romántica... y su natural dignidad de semblante, los marcan como muy superiores... Cabello negro como cuervo, barba negra, cejas anchas y ojos saltones de un negro como el hollín... estos jóvenes de las montañas, bronceados y armados, tienden a hacernos desamor de nuestros propios ejemplares de hombres, y sugiere pensamientos no complementarios a los tipos de hombría que, en este país, están rodeados".

### Explicaciones pseudocientíficas para la piel clara
Durante el siglo XIX, varios intelectuales occidentales ofrecieron explicaciones pseudocientíficas sobre la tez clara presente entre los circasianos. El Doctor en Medicina Hugh Williamson, uno de los firmantes de la Constitución de los Estados Unidos, argumentó que la razón de la extrema blancura de los pueblos circasianos y costeros celto-germánicos se podía explicar por la ubicación geográfica de las tierras ancestrales de estas personas, presentes en latitudes altas que van de 45° a 55° N cerca de un mar u océano donde los vientos del oeste prevalecen desde el oeste hacia el este.

No hay pueblo, en el viejo continente, perfectamente hermoso, excepto los que viven en latitudes altas, donde los vientos del oeste vienen del mar, a no gran distancia, tan templados que no son ni muy bruscos ni muy secos. Esta regla se aplica a Gran Bretaña e Irlanda, a los alemanes, daneses, suecos y circasianos; pero yendo hacia el este en la misma latitud, cuando partimos del océano o del Mar Negro, teniendo más tierra seca a barlovento, por la cual el aire se carga con exhalaciones secas por el sol, la piel cambia de color; deja de ser perfectamente justo.

Según Voltaire, la práctica de la inoculación (ver también variolización, una forma temprana de vacunación) resultó en que los circasianos tuvieran la piel limpia de cicatrices de viruela:

Las mujeres circasianas, desde tiempos inmemoriales, comunicaron la viruela a sus hijos cuando no tenían más de seis meses haciendo una incisión en el brazo y colocando en esta incisión una pústula, extraída con cuidado del cuerpo de otro niño. Esta pústula produce el mismo efecto en el brazo sobre el que se coloca que la levadura en un trozo de masa; fermenta y difunde por toda la masa de sangre las cualidades con las que está impregnada. Las pústulas del niño en el que se ha inoculado así la viruela artificial se emplean para comunicar el mismo moquillo a otros.
 Voltaire, Sobre la inoculación.

## Teorías raciales pseudocientíficas
A principios del siglo XIX, los circasianos fueron asociados con las teorías de la jerarquía racial, que elevó la región del Cáucaso como la fuente de los ejemplos más puros de la "raza blanca", siendo nombrada la raza caucásica en referencia a la zona por Johann Friedrich Blumenbach. Blumenbach teorizó que los circasianos eran los más cercanos al modelo original de Dios de la humanidad y, por lo tanto, "los blancos más puros y hermosos eran los circasianos". Ello alimentó la idea de la belleza femenina circasiana.
En 1873, una década después de la expulsión de los circasianos del Cáucaso donde solo un pequeño grupo vive en la actualidad, se sostenía que "la raza caucásica recibe su nombre del Cáucaso, la morada de los circasianos que se dice que es la nación más hermosa y mejor formada, no solo de esta raza, sino de toda la familia humana." William Guthrie otro antropólogo distinguió entre la raza caucásica a los "circasianos que son admirados por su belleza" en particular por la forma ovalada de su cabeza, nariz recta, labios finos, dientes colocados verticalmente, ángulo facial de 80 a 90 grados que él llama el más desarrollado, y sus características regulares en general, lo que "hace que sean considerados como los más guapos y agradables".
A Bayard Taylor le llamaron la atención las mujeres circasianas durante su viaje por el Imperio otomano y sostuvo que "el rostro circasiano es un óvalo perfecto; la frente es baja y clara, una característica excelente en una mujer, y la piel tiene la blancura del marfil, excepto por el leve rosado de las mejillas y el fogonazo rosado maduro de los labios."
Las circasianas eran representadas en imágenes de harenes en este momento a través de estas ideologías de jerarquía racial. La pintura de John Frederick Lewis  El harén  retrata a las circasianas como las amantes dominantes del harén, que desprecian a otras mujeres, como se implica en la reseña de la pintura en  The Art Journal , que lo describió de la siguiente manera:
Representa el interior de un harén y esclavas en El Cairo, donde está sentado con lujosa comodidad un joven vestido con los excesos de la moda musulmana. Cerca de él, y reclinadas sobre cojines, hay dos mujeres circasianas europeas, que también vestían al extremo gusto oriental egipcio de El Cairo ... A la derecha se ve un alto eunuco nubio, que quita de los hombros de una esclava negra africana el manto que la cubría para mostrársela al amo del harén; esta figura de hombros altos y las características de sus facciones, es una personificación nacional de gran éxito. Las mujeres circasianas miran lánguidamente al africano con una expresión de supremo desprecio, a la que responde otra mueca de desprecio en el rostro del eunuco nubio.
Pinturas de desnudos orientalizados a veces eran presentados como de "circasianas".
Los circasianos fueron noticia durante la Guerra del Cáucaso, en la cual Rusia conquistó el Cáucaso Septentrional, desplazando a gran cantidad de circasianos hacia el sur. En 1856 The New York Times publicó un informe titulado "Horrible tráfico de mujeres circasianas – Infanticidio en Turquía", afirmando que una consecuencia de la conquista rusa del Cáucaso fue un exceso de bellas mujeres circasianas en el mercado de esclavos de Constantinopla, y que esto estaba haciendo que descendiera el precio de los esclavos. La historia se alimentaba de ideas sobre jerarquía racial, indicando que:
La tentación de poseer a una joven circasiana a precios tan bajos es tan grande en la mente de los turcos que muchos que no pueden permitirse mantener a varias esclavas han estado enviando a sus negros al mercado para dejar espacio para una joven blanca recién comprada.